# Hoplée
Dans la mythologie grecque, Hoplée ou Hopléos (en grec ancien Ὁπλεύς) est un des fils de Poséidon et de Canacé, frère de Nirée, Épopée, Aloée et Triopas,.

## Sources antiques
- Pseudo-Apollodore, Bibliothèque [détail des éditions] [lire en ligne] (I, 7, 4).